# 泣き夏
『泣き夏』（なきなつ）は、mihimaru GT with SOFFetのシングル。

## 概要
- mihimaru GTとSOFFetのコラボレーションシングル。
- 「SOFFet with mihimaru GT」名義のシングル「スキナツ」と同時発売された。
- 初回限定盤のみDVD付き。
- オリコンでTOP10入りを果たしたが、SOFFetにとってはコラボを含め、シングルでのオリコンTOP10入りは初となった。

## 収録曲
1. 泣き夏
  - 作詞・作曲：mihimaru GT、SOFFet / 編曲：mitsuyuki miyake、Kotaro Egami
2. 恋の確率変動 / mihimaru GT
  - 作詞：hiroko、mitsuyuki miyake / 作曲：mitsuyuki miyake / 編曲：hilow10、mitsuyuki miyake
3. 泣き夏 (Instrumental)
4. 恋の確率変動 (Instrumental)

### 初回限定盤DVD
1. ｢泣き夏｣ ビデオクリップ、メイキング映像

## 収録アルバム
泣き夏
- mihimalogy
- THE BEST of mihimaru GT 2
- 10th Anniversary BEST 2003-2013
- THE SINGLE of mihimaru GT

恋の確率変動
- mihimania II〜コレクション アルバム〜
- mihimania collection